# Fachada ventilada

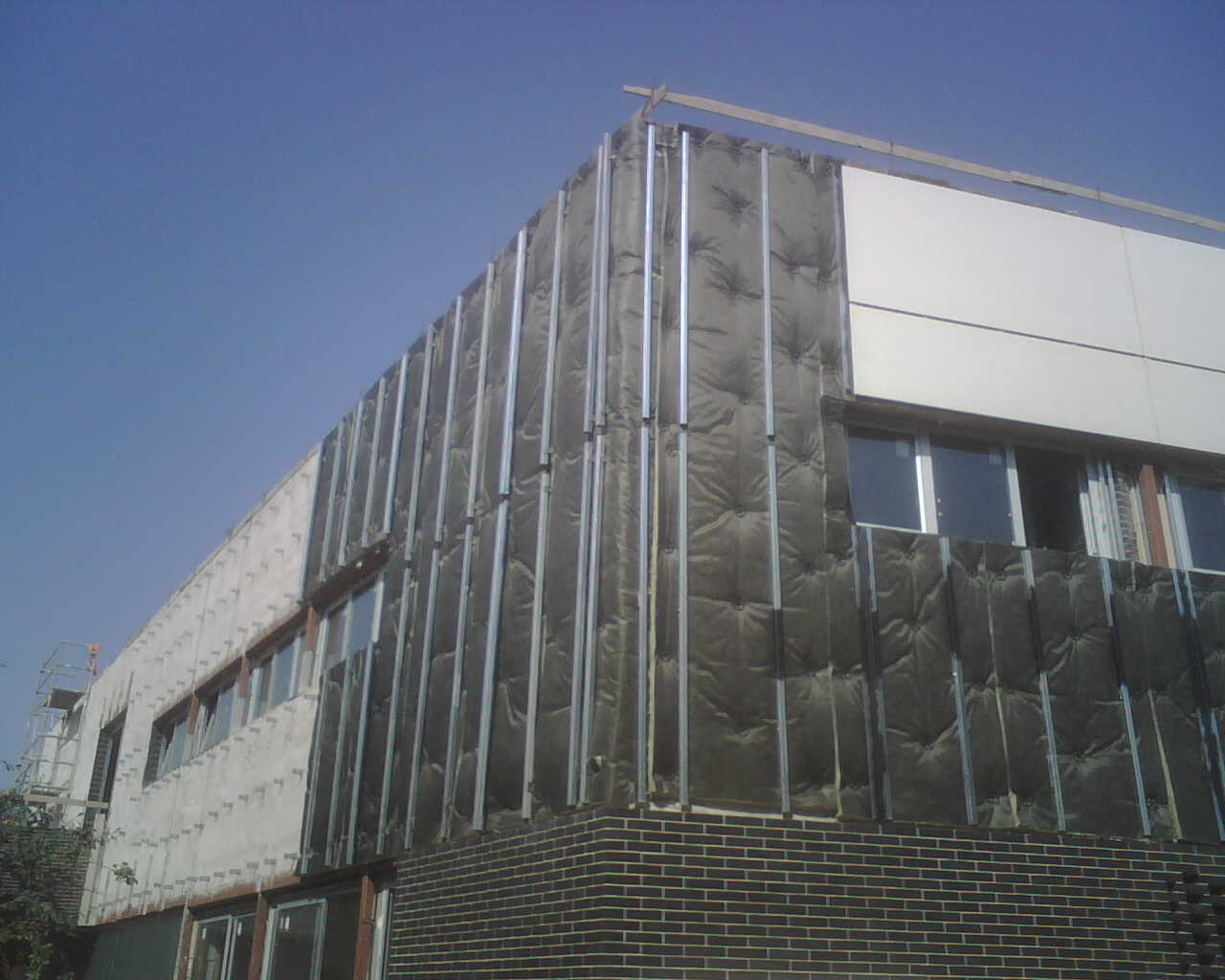

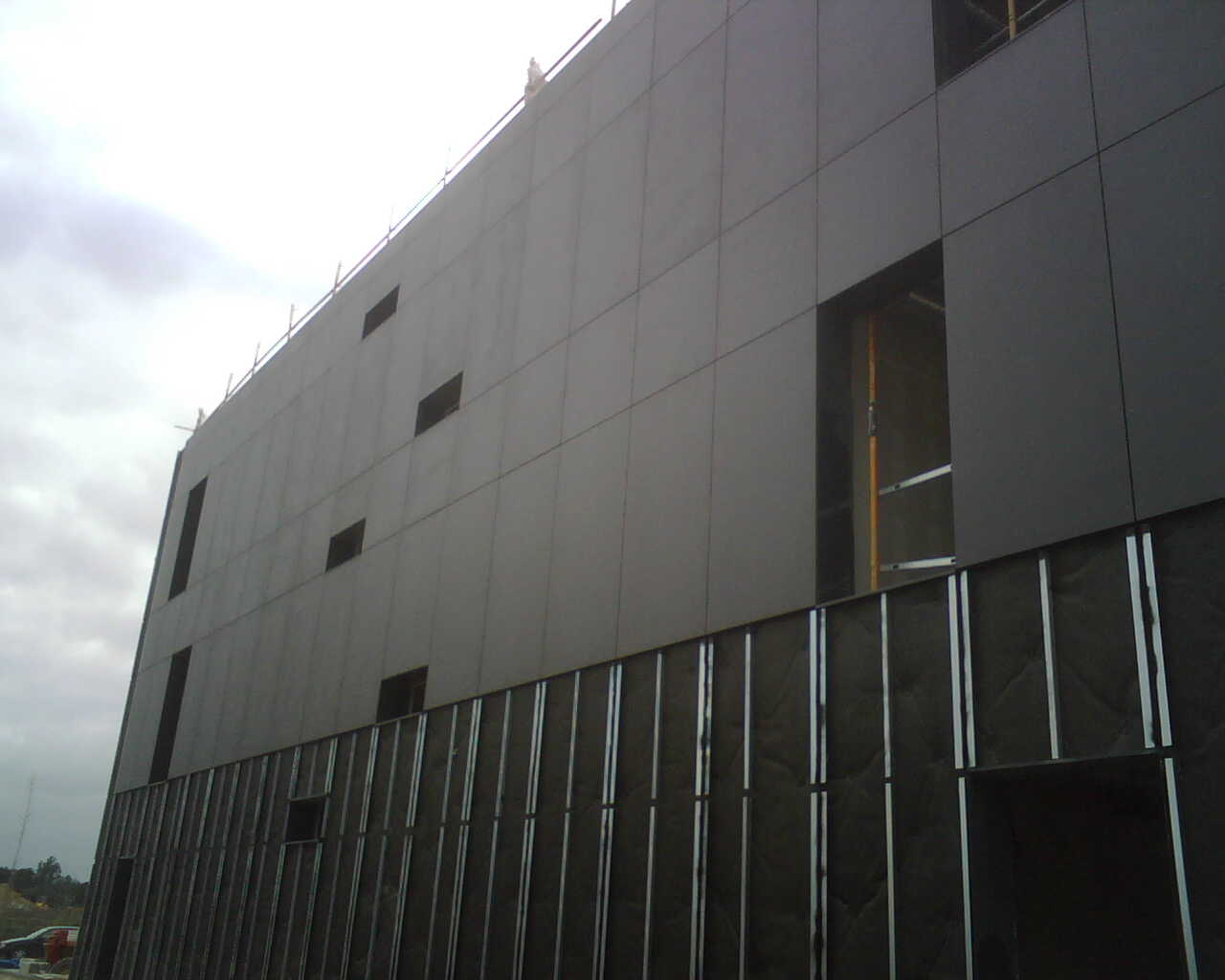

La fachada ventilada o trasventilada es un sistema constructivo de cerramiento exterior constituido por una hoja interior, una capa aislante, y una hoja exterior no estanca. Este tipo de fachada por lo general permite acabados duraderos y de gran calidad, y ofrece buenas prestaciones térmicas.

## Construcción
Sobre la fachada del edificio (hoja interior) se ancla una subestructura metálica destinada a soportar la hoja exterior de acabado, así como una capa de aislamiento, mediante espigas plásticas o mortero adhesivo. Una vez colocada la capa aislante, se monta la hoja de acabado. La subestructura deja una cámara de aire de unos pocos centímetros entre el aislamiento y las placas que conforman la segunda piel. Las juntas entre estas placas son abiertas, permitiendo el flujo de aire.
Las placas exteriores pueden ser de diversos materiales: piedra, madera, fibrocemento, paneles sándwich,  pizarra, etc.
La piel exterior o de acabado debe disponer de ranuras tanto en la parte inferior como en la superior, para permitir la renovación de aire. En los puntos singulares (línea de cumbrera, perímetro de ventanas), se deben disponer vierteaguas u otros elementos de protección para evitar la entrada de agua en la cámara interna, pues reduciría la efectividad del aislante térmico.

## Funcionamiento

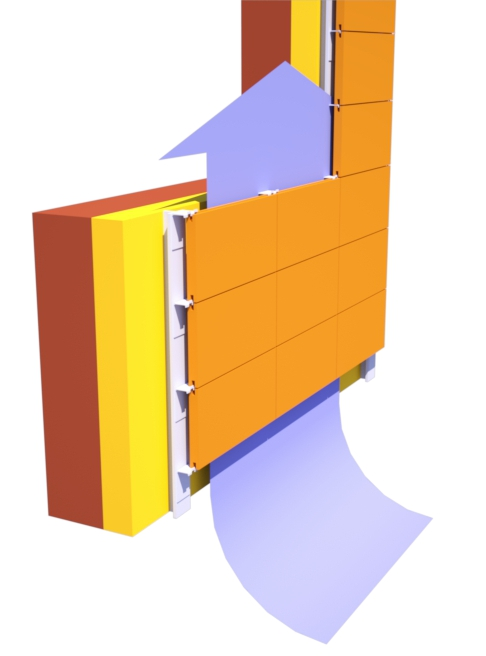
Circulación del aire

La existencia de juntas entre las piezas de fachada evita los problemas típicos de la dilatación, por lo que son fachadas que presentan un buen aspecto durante mucho tiempo. La hoja exterior también amortigua los cambios de temperatura tanto en el aislante térmico como en el impermeabilizante, prolongando su vida útil. Por último, la existencia de la hoja exterior ayuda a reducir las pérdidas térmicas del edificio: en los meses de verano la piel exterior se calienta creando un efecto convectivo que hace circular el aire en el interior de la cámara. Este “efecto chimenea” desaloja el aire caliente y lo renueva con aire más frío. En los meses de invierno el aire en la cámara se calienta, pero no lo suficiente como para crear el mismo efecto y se conserva mejor el calor. Otra ventaja es que sus labores de mantenimiento son mínimas. Se autolimpia con el agua de lluvia.